# 테리 페토
테리 페토(Terry Pheto, 1981년 5월 11일 ~ )는 남아프리카 공화국의 배우이다. 2012 아프리카 영화 아카데미상 여우조연상 수상자이다.